# میکائیل گالوستیان
میکائیل گالوستیان (ارمنی: Միխաիլ_Գալուստյան; روسی: Михаи́л Серге́евич Галустя́н؛ زادهٔ ۲۵ اکتبر ۱۹۷۹) شومن، فکاهی‌نویس، کمدین، فیلم‌نامه‌نویس، تهیه‌کننده اهل ارمنستان است.

## بیوگرافی
گالوستیان در شهر تفریحی سوچی (منطقه کراسنودار) روسیه متولد شد. ریشه قوم‌شناسی گالوسیان به شهر ترابزون در ترکیه مدرن بازمی‌گردد. پدربزرگ پدری او به همراه 12 خواهر و برادرش در سالهای اولیه قرن بیستم از نسل کشی ارامنه فرار کردند و به سوچی، شهری ساحلی دریای سیاه در امپراتوری روسیه نقل مکان کردند. مادر گالوستیان اهل ارمنستان است. گالوستیان از نظر قومی ارمنی است.